# Preparing for War
 (mars 2023).
Si vous disposez d'ouvrages ou d'articles de référence ou si vous connaissez des sites web de qualité traitant du thème abordé ici, merci de compléter l'article en donnant les références utiles à sa vérifiabilité et en les liant à la section « Notes et références ».
Albums de Darkthrone
Ravishing Grimness
(1999) Plaguewielder
(2001)
Preparing For War est la première compilation du groupe de Black metal norvégien Darkthrone. Elle est sortie en 2000 sous le label Peaceville Records.

## Musiciens
- Nocturno Culto - chant, guitare, basse
- Fenriz - batterie, chant

## Liste des morceaux
| 1.    | Transilvanian Hunger         |  | 5:59 |
| 2.    | Snowfall                     |  | 9:04 |
| 3.    | Archipelago                  |  | 4:52 |
| 4.    | I En Hall Med Flesk Og Mjod  |  | 5:04 |
| 5.    | The Pagan Winter             |  | 6:34 |
| 6.    | Grave With A View            |  | 3:27 |
| 7.    | Eon/Thulcandra               |  | 4:51 |
| 8.    | Soria Moria                  |  | 3:42 |
| 9.    | Natassja In Eternal Sleep    |  | 3:26 |
| 10.   | Cromlech                     |  | 4:08 |
| 11.   | In The Shadow Of The Horns   |  | 6:57 |
| 12.   | Neptune Towers               |  | 3:27 |
| 13.   | Under A Funeral Moon         |  | 4:57 |
| 14.   | Skald Av Satans Sol          |  | 4:18 |
| 15.   | Iconoclasm Sweeps Cappadocia |  | 3:59 |
| 74:45 |                              |  |      |